# Hoikka (ö i Södra Savolax, Nyslott, lat 62,27, long 28,59)
Hoikka är en ö i Finland. Den ligger i sjön Enonvesi och i kommunen Heinävesi i den ekonomiska regionen  Nyslotts ekonomiska region  och landskapet Södra Savolax, i den sydöstra delen av landet, 300 km nordost om huvudstaden Helsingfors. Öns area är 1,1 hektar och dess största längd är 350 meter i sydöst-nordvästlig riktning.